# Verfassungsgerichtsbarkeit
Die Verfassungsgerichtsbarkeit prüft die Vereinbarkeit von Hoheitsakten, insbesondere Gesetzen, mit der Verfassung des jeweiligen Staates. Sie hat dabei die Befugnis, die Verfassungswidrigkeit solcher Akte festzustellen. Die Folgen einer solchen Erklärung sind vom jeweiligen Rechtskreis abhängig.

## Geschichte
Eine Verfassungsgerichtsbarkeit wurde bereits 1610 in England gefordert, als vor Gericht fraglich wurde, ob Parlamentshandlungen (also Gesetze im formellen Sinn), die gegen Rechtsgrundsätze verstoßen, der gerichtlichen Kontrolle unterworfen seien, die sie daraufhin für nichtig befinden könne. Im Sinn des britischen Richters Sir Edward Coke lag die Bindung der Legislative an die Verfassung beziehungsweise bestimmte Rechtsgrundsätze (The Bonham Case). Durchsetzen konnte sich diese Haltung jedoch in Großbritannien nicht. Dagegen wurde dieses Verfassungsverständnis in den amerikanischen Kolonien übernommen und in der amerikanischen Verfassung von 1787 betont.
Der Oberste Gerichtshof der Vereinigten Staaten (Supreme Court) stellte im Jahr 1803 fest, dass er befugt sei, Bundesgesetze für verfassungswidrig und nichtig zu erklären und somit ihre Anwendung zu verhindern (sogenannte Verwerfungskompetenz). Damit war das Institut der Normenkontrolle aus dem Fall Marbury v. Madison geboren. Diese Rechtsprechung ist anfangs als Relativierung der strengen Gewaltenteilung teilweise auf (heftige) Kritik gestoßen.
In Deutschland enthielt die Paulskirchenverfassung bereits die Grundlage einer Verfassungsbeschwerde, die jedoch gegen den Widerstand der Bundesfürsten keine praktische Geltung erlangen konnte. So blieb eine Verfassungsgerichtsbarkeit bis zur Weimarer Republik eine Idee. Die Weimarer Reichsverfassung von 1919 sah zwar eine Verfassungsgerichtsbarkeit in Form eines Reichsstaatsgerichtshofes vor. Dieser war jedoch nur für Streitigkeiten zwischen dem Reich und den Ländern zuständig. Der erste allein zur Verfassungsgerichtsbarkeit berufene Gerichtshof wurde 1920 mit dem Inkrafttreten des Bundes-Verfassungsgesetzes in Österreich geschaffen. Es ist das älteste ausschließliche Verfassungsgericht weltweit, seine Entscheidungen lauten auf Aufhebung und nicht bloß auf Nichtanwendung von Gesetzen und Bestimmungen. In Deutschland wurde erst nach dem Zweiten Weltkrieg mit dem Bundesverfassungsgericht eine echte Verfassungsgerichtsbarkeit geschaffen.

## Typen
Typen von Verfassungsgerichtsbarkeit lassen sich anhand organisatorischer und funktioneller Unterschiede festmachen, deren letztere von großer Bedeutung für Art und Maß des sogenannten Judicial Review und damit für das (Macht-)Verhältnis zwischen Judikative und Legislative sind.

### Einheitsmodell und Trennungsmodell
Die wohl auffälligste, wenn auch funktionell wenig relevante Unterscheidung liegt darin, ob es ein institutionell eigenständiges Verfassungsgericht gibt. Im Einheitsmodell ist dies nicht der Fall; über die Verfassungsmäßigkeit des zu überprüfenden Rechtsakts entscheidet ein Gericht der allgemeinen Gerichtsbarkeit, beispielsweise in der  Schweiz, den Vereinigte Staaten, Norwegen und Estland, im Trennungsmodell hingegen ein besonderes Gericht, so in der Bundesrepublik Deutschland, in Österreich und Italien.
Das Modell allein sagt über die Befugnisse der Verfassungsgerichtsbarkeit des jeweiligen Landes zunächst nichts aus. Zwar gibt es in Ländern mit Trennungsmodell in der Regel auch die Möglichkeit, Rechtsakte in einem eigenen verfassungsgerichtlichen Verfahren, außerhalb eines konkreten Gerichtsverfahrens zu überprüfen (sog. abstrakte Normenkontrolle; beispielsweise in Deutschland, Polen, Portugal), während es in Ländern mit Einheitsmodell nur eine konkrete Normenkontrolle gibt (USA). Allerdings gibt es eine abstrakte Normenkontrolle in Estland, obwohl die Verfassungsgerichtsbarkeit dort dem Einheitsmodell folgt; und umgekehrt gibt es auch Länder mit Trennungsmodell, die dennoch nur eine konkrete Normenkontrolle kennen (Italien, Griechenland).

### Wirkung der Urteile
Die Rechtsfolgen der Feststellung der Verfassungswidrigkeit eines Rechtsakts sind ebenfalls von Land zu Land unterschiedlich.
Die Wirkung der Feststellung der Verfassungswidrigkeit tritt teils von Rechts wegen ein, ohne dass es einer besonderen Anordnung des Verfassungsgerichts bedarf. In einigen Staaten ist das Gesetz ab dem Zeitpunkt des verfassungsgerichtlichen Urteils unwirksam, d. h., Gerichte und Verwaltung dürfen das Gesetz nicht mehr anwenden (Österreich), ggf. wird der Gesetzgeber innerhalb einer Frist zur Neuregelung verpflichtet (Spanien). In den meisten Staaten wird das Gesetz dann rückwirkend für nichtig befunden, d. h. auch bereits ergangene, auf ihm beruhende Entscheidungen, werden aufgehoben (Italien, Griechenland, USA, i. d. R. Deutschland).
Manche Verfassungsgerichte können die Rechtsfolge selbst festlegen (Belgien, teilweise Deutschland, Portugal); In diesen Fällen kann es die Unwirksamkeit ab dem Zeitpunkt des Urteils oder die rückwirkende Nichtigkeit anordnen, aber auch die gegenüber der Nichtigkeit des Gesetzes mildere Rechtsfolge, dass der Gesetzgeber zur Neuregelung verpflichtet wird, das Gesetz aber bis dahin weiter angewendet werden darf (sog. Appellentscheidung).

### Möglichkeit der Geltendmachung individueller verfassungsmäßiger Rechte
Die Berufung auf verfassungsrechtlich geschützte Rechte ist in fast allen Staaten mit Verfassungsgerichtsbarkeit möglich; Ausnahmen sind Frankreich und Luxemburg.
Als Möglichkeiten stehen insbesondere die Verfassungsbeschwerde und die konkrete Normenkontrolle zur Verfügung. Die Verfassungsbeschwerde richtet sich unmittelbar gegen einen Rechtsakt, bei der konkreten Normenkontrolle erfolgt die Prüfung der Verfassungsmäßigkeit innerhalb eines Verfahrens der allgemeinen Gerichtsbarkeit.

#### Verfassungsbeschwerde
Verfassungsbeschwerde kann in der Regel erst nach Erschöpfung des Instanzenzugs erhoben werden, wodurch sie in der Regel nur gegen Gerichtsentscheidungen erhoben werden kann.
In einem Verfassungsbeschwerdeverfahren kann regelmäßig auch die Verfassungskonformität der Gesetze geprüft werden. In einem Teil der Länder können von einem Gesetz unmittelbar Betroffene Verfassungsbeschwerde erheben (Belgien, Deutschland, Lettland, Polen, Portugal, Slowenien, Spanien, Tschechien und Ungarn). In anderen Ländern ist die Verfassungsbeschwerde nur gegen Gerichtsurteile möglich; es muss dann erst Rechtsschutz vor den allgemeinen Gerichten gesucht werden (Dänemark, Estland, Finnland, Griechenland, Italien, Irland, Litauen, Niederlande, Norwegen, Schweiz, Schweden, USA).
In wenigen Fällen können alle Bürger auch ohne eigene Betroffenheit Verfassungsbeschwerde gegen ein Gesetz einlegen (Slowenien, Ungarn bis 2012, in Deutschland nur in Bayern); man spricht hier von einer verfassungsgerichtlichen Popularklage.

#### Konkrete Normenkontrolle
Fast immer können Gerichte, wenn es in dem Staat eine Verfassungsgerichtsbarkeit gibt, Normen in einem Gerichtsverfahren auf ihre Verfassungsmäßigkeit überprüfen bzw. von einem besonderen Gericht überprüfen lassen. Ausnahmen sind Frankreich und Luxemburg, die diese Möglichkeit gar nicht vorsehen. In anderen Ländern bestehen verschiedene Einschränkungen, beispielsweise auf untergesetzliche Normen (Niederlande), auf Gesetze nur der Kantone, nicht des Bundes (Schweiz), auf lediglich offensichtliche Verfassungsverstöße (Schweden).
In Österreich können neben den Gerichten auch von einer Rechtsvorschrift betroffene Bürger die Normenkontrolle beantragen, wenn die betreffende Norm ohne Entscheidung einer Verwaltungsbehörde oder eines Gerichts unmittelbar wirksam ist (Individualantrag) oder wenn die betreffende Norm in einem Verfahren vor einem ordentlichen Gericht angewandt wurde und das Gericht selbst keinen Antrag gestellt hat (Parteiantrag).

### Überprüfung von Gesetzen ohne individuelle Betroffenheit
Die Möglichkeit einer abstrakten Normenkontrolle besteht längst nicht in allen Staaten mit Verfassungsgerichtsbarkeit. Meist setzt sie institutionell eine Ausgestaltung nach dem Trennungsmodell (s. o.) voraus. Die abstrakte Normenkontrolle wird, anders als die Verfassungsbeschwerde oder die konkrete Normenkontrolle, durch Organe oder Organteile der Legislative oder der Exekutive initiiert.
Im Rahmen der abstrakten Normenkontrolle gibt es Länder, in denen eine präventive Kontrolle vor Inkrafttreten des Gesetzes stattfindet (Estland, Irland, Polen, Portugal, Ungarn, eingeschränkt Frankreich); in anderen findet sie grundsätzlich erst nach Inkrafttreten statt (Belgien, Deutschland, Lettland, Litauen, Österreich, Polen, Portugal, Slowakei, Slowenien, Spanien, Tschechien, Ungarn, USA). In einigen Ländern ist beides möglich (Irland, Polen, Portugal, Ungarn).
In Deutschland können einige Gesetze, z. B. Zustimmungsgesetze zu völkerrechtlichen Verträgen, bereits vor ihrem Inkrafttreten überprüft werden.
In Portugal wird bei Volksentscheiden schon der von den Initiatoren eingebrachte Gesetzentwurf präventiv geprüft.

## Verfassungsgerichtsbarkeit in den einzelnen Rechtsordnungen
Wo eine Verfassungsgerichtsbarkeit besteht, wird diese entweder durch ein besonderes Gericht (Verfassungsgericht, Staatsgerichtshof etc.) ausgeübt oder – so zumeist in den Ländern der angelsächsischen Rechtstradition – durch ein allgemeines Oberstes Gericht (Supreme Court).

### Deutschland

#### Bundesverfassungsgericht

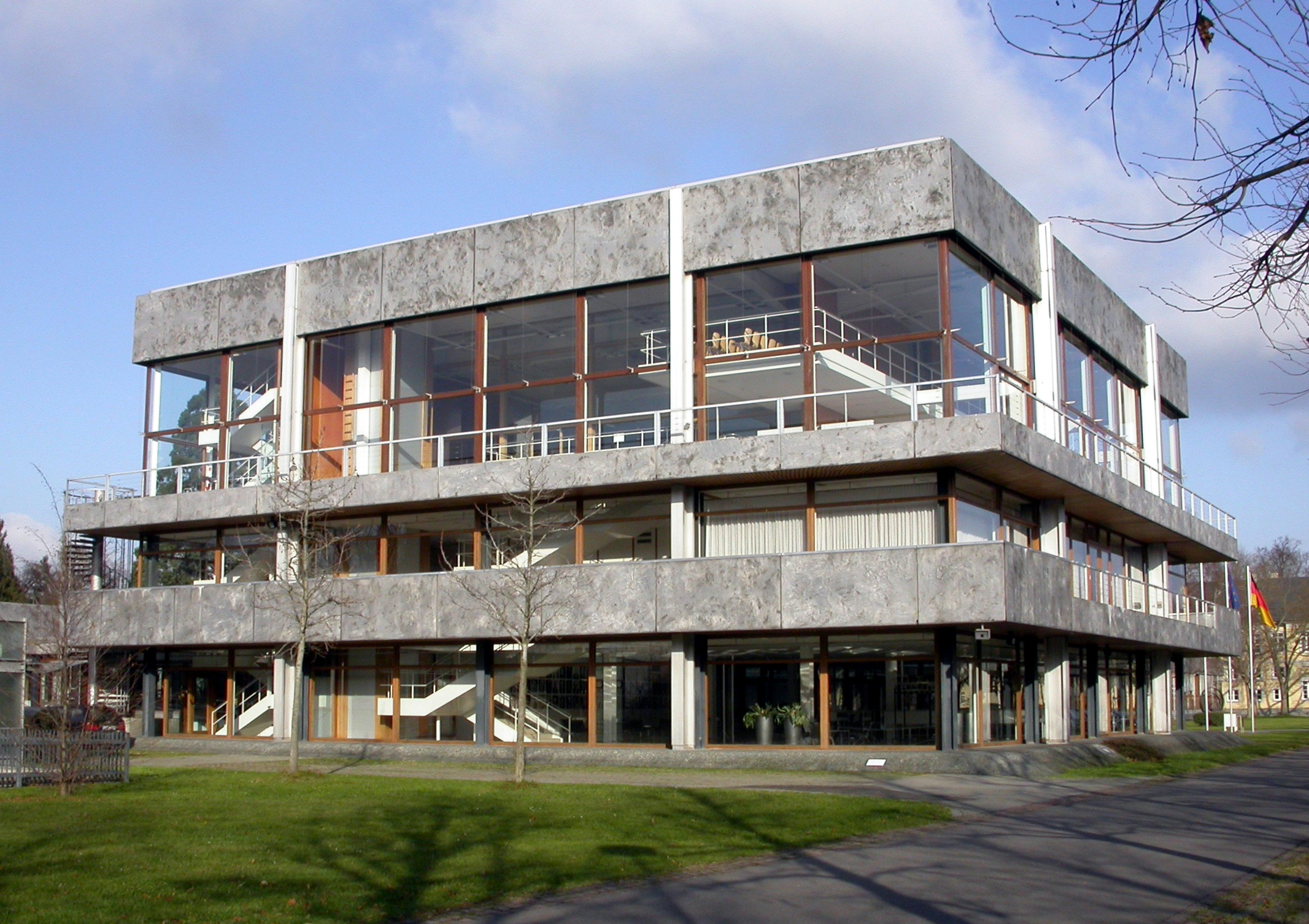
Das deutsche Bundesverfassungsgericht

In der Bundesrepublik Deutschland ist das Bundesverfassungsgericht der „Hüter der Verfassung“.  Nach den bitteren Erfahrungen totalitären Machtmissbrauches in der Zeit des Nationalsozialismus strebte die Bundesrepublik Deutschland danach, eine rechtsstaatlich gesicherte Demokratie zu errichten.
Das Bundesverfassungsgericht ist nur für einen enumerativen – abschließenden – Katalog von Angelegenheiten zuständig (§ 13 BVerfGG). Wichtigste Einrichtung ist die Verfassungsbeschwerde, die einen Anteil von 90 % aller Verfahren vor dem Bundesverfassungsgericht einnimmt. Mit dem Elfes-Urteil hat sich das Bundesverfassungsgericht selbst eine erhebliche Kompetenz (ähnlich der Entscheidung des U.S. Supreme Courts im Fall Marbury v. Madison) zur Prüfung von Grundrechtsverletzungen eingeräumt. Neben den Verfassungsbeschwerden kann noch die Kommunalverfassungsbeschwerde gestellt werden, die eine Verletzung des Selbstverwaltungsrechts von Kommunen rügt.
Ferner sind Normenkontrollen zu nennen. Dabei ist zu unterscheiden zwischen der konkreten Normenkontrolle (ein Gericht hält eine anzuwendende Rechtsnorm für verfassungswidrig und legt dem Bundesverfassungsgericht die Norm zur Prüfung vor) und der abstrakten Normenkontrolle (auf Antrag von Bundesregierung, einer Landesregierung oder eines Viertels des Deutschen Bundestages wird die Norm ohne konkreten Anlass überprüft).
Streitigkeiten zwischen den obersten Bundesorganen oder diesen gleichgestellten Beteiligten über ihre Rechte und Pflichten aus dem Grundgesetz (Organstreitverfahren) werden ebenfalls vor dem Bundesverfassungsgericht geführt. Streitigkeiten verfassungsrechtlicher Art zwischen dem Bund und den Ländern bzw. einem einzelnen Land wie auch öffentlich-rechtliche Streitigkeiten zwischen Ländern untereinander sind vor das Bundesverfassungsgericht zu bringen. Von geringerer Bedeutung in der deutschen Verfassungsgerichtsbarkeit sind die Verwirkung von Grundrechten, die Parteienverbote, Wahlprüfungen, Präsidentenanklagen und Anklagen gegen die Bundesrichter.
Die deutsche Verfassungsgerichtsbarkeit kennt in der Regel keine Instanzen. Zwar ist es denkbar, gegen die Entscheidungen eines Landesverfassungsgericht das Bundesverfassungsgericht und schließlich auch den Europäischen Gerichtshof für Menschenrechte anzurufen, dennoch stellt die Verfassungsgerichtsbarkeit keine Superrevisionsinstanz für die Verfahren der übrigen Gerichtsbarkeiten (Fachgerichtsbarkeit) im Rahmen der Verfassungsbeschwerde dar.

#### Staatsgerichtsbarkeit in der Weimarer Republik

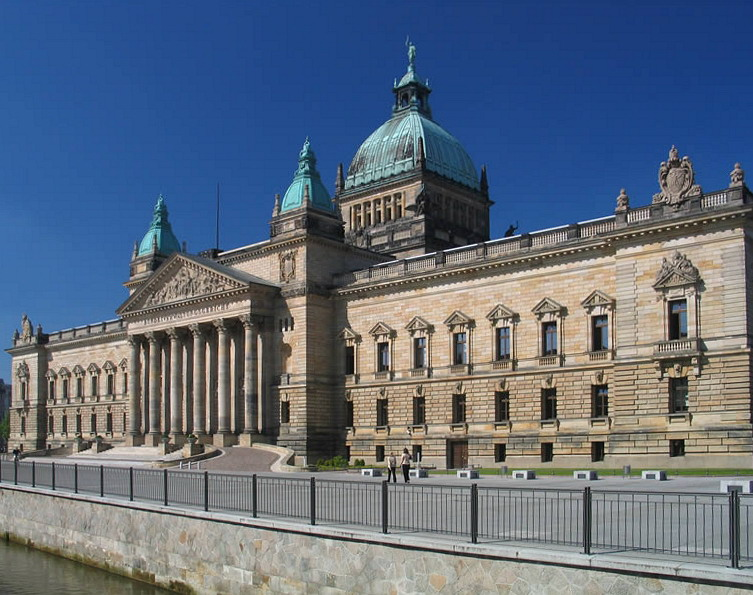
Gebäude des Reichsgerichtes in Leipzig

Unter der Weimarer Reichsverfassung (WRV) vom 11. August 1919 (RGBl. S. 1383) gab es den Staatsgerichtshof für das Deutsche Reich (vgl. Art. 108 WRV) beim Reichsgericht in Leipzig, der für die Klärung verfassungsrechtlicher Streitfragen zwischen Reich und Ländern zuständig war. In dieser Rolle entfaltete der Gerichtshof eine durchaus eindrucksvolle Macht, insbesondere indem er seine Prüfungskompetenz weit auslegte. Berühmt ist etwa die Entscheidung in der Streitsache Preußen contra Reich vom 25. Oktober 1932, in der es um eine Reichsexekution gegen Preußen nach Artikel 48 Abs. 1 ging, der als Preußenschlag bekannt wurde. Die Richter wiesen die Notverordnung des Reichspräsidenten in Teilen als verfassungswidrig zurück. Die herrschende Lehre hatte nur eine Prüfung von Ermessensfehlern für zulässig gehalten, das Gericht hingegen beanspruchte ein umfassendes richterliches Prüfungsrecht für das Handeln des Reiches.
Ansätze einer Verfassungsgerichtsbarkeit im Reich zeigte neben dem Staatsgerichtshof auch das Reichsgericht, das im Zuge seiner Aufwertungsrechtsprechung für sich die Befugnis zur Überprüfung der Verfassungsmäßigkeit von Reichsgesetzen in Anspruch nahm.

#### Verfassungsgerichtsbarkeit in den deutschen Bundesländern
Den Verfassungsgerichten der Länder obliegt insbesondere die Prüfung der Vereinbarkeit von Gesetzen des Landes mit dem Landesverfassungsrecht und die Entscheidung von Streitigkeiten aus dem Verfassungsleben des Landes. Bei den Verfassungsgerichten handelt es sich nicht um Gerichte, die entsprechend einem Instanzenzug dem Bundesverfassungsgericht untergeordnet sind.
Alle Länder verfügen über ein Verfassungsgericht. Zuletzt hat Schleswig-Holstein im Jahr 2008 ein Landesverfassungsgericht eingerichtet; zuvor übernahm das Bundesverfassungsgericht Aufgaben eines Landesverfassungsgerichts für Schleswig-Holstein.
| Bezeichnung                       | Bundesländer                                                                                             |
| --------------------------------- | --- |
| Verfassungsgericht (VerfG)        | Brandenburg und Hamburg                                                                                  |
| Landesverfassungsgericht (LVerfG) | Mecklenburg-Vorpommern, Sachsen-Anhalt und Schleswig-Holstein                                            |
| Verfassungsgerichtshof (VerfGH)   | Baden-Württemberg, Bayern, Berlin, Nordrhein-Westfalen, Rheinland-Pfalz, Saarland, Sachsen und Thüringen |
| Staatsgerichtshof (StGH)          | Bremen, Hessen und Niedersachsen                                                                         |

Dabei bezeichnet Staatsgerichtshof ursprünglich ein Gericht, dessen Zuständigkeit sich auf staatsorganisatorische Streitigkeiten (ohne Individualverfassungsbeschwerde) beschränkt. Allerdings trifft diese Beschränkung in Hessen trotz der Bezeichnung nicht zu, während in einigen anderen Ländern trotz der Bezeichnung als (Landes-)Verfassungsgericht(-shof) keine Individualverfassungsbeschwerde stattfindet. In Bayern tritt anstelle der Verfassungsbeschwerde die Popularklage.
Siehe auch: Liste der Verfassungsgerichte der Länder

#### Deutsch Demokratische Republik
Nach Art. 92 Satz 1 der sozialistischen DDR-Verfassung von 1968 wurde „die Rechtsprechung in der DDR durch das Oberste Gericht, die Bezirksgerichte, die Kreisgerichte und die gesellschaftlichen Gerichte im Rahmen der ihnen durch das Gesetz übertragenen Aufgaben ausgeübt.“ Der Rechtsweg war nach § 4 Abs. 1 GVG-DDR 1974 nur in Straf-, Zivil-, Familien- und Arbeitsrechtssachen im Sinne der in der DDR vorherrschenden Rechtszweiglehre eröffnet. Einen gerichtlichen Rechtsschutz gegen Maßnahmen der öffentlichen Gewalt gab es nicht.

### Österreich

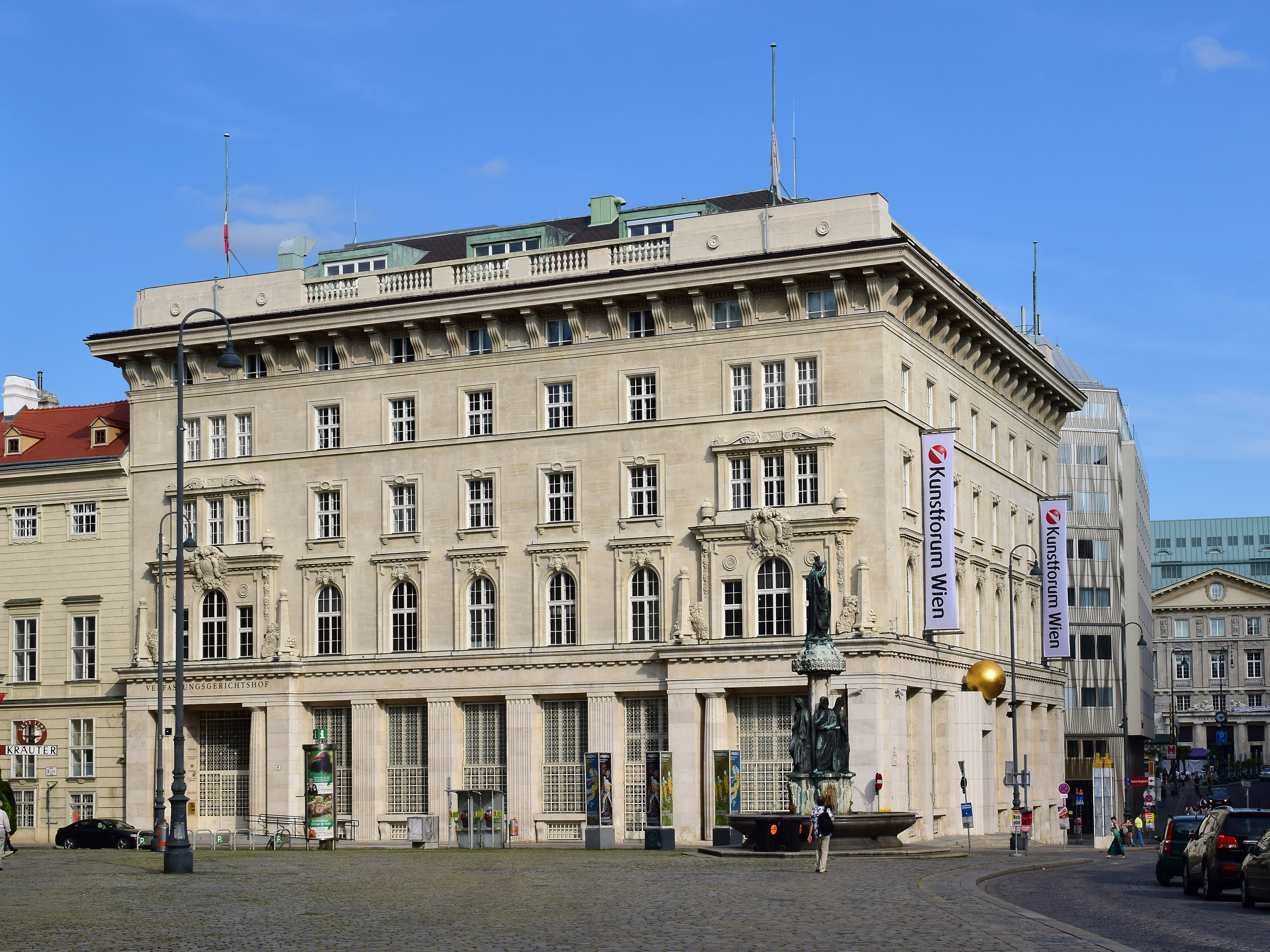
Verfassungsgerichtshof der Republik Österreich

Der Österreichische Verfassungsgerichtshof ist ein Gerichtshof des öffentlichen Rechtes und unter anderem zur Verfassungsgerichtsbarkeit berufen. Er wurde mit dem Bundes-Verfassungsgesetz 1920 eingerichtet und ist damit das älteste ausschließliche Verfassungsgericht der Welt. Im Gegensatz zu anderen Gerichten, die bereits vor ihm eine Verfassungsgerichtsbarkeit ausübten, hat der VfGH sich diese Kompetenz nicht selbst zugesprochen, sondern wurde eigens als selbständiges Verfassungsgericht gegründet.
Der VfGH erklärt nicht nur die Nichtanwendbarkeit von Gesetzen, sondern hebt diese endgültig auf. Seine Entscheidungen haben also kassatorische Wirkung; meist räumt der VfGH dem zuständigen Bundes- oder Landesgesetzgeber jedoch eine Frist zur Nachbesserung des mangelhaften Gesetzes ein.
Um eigentlich verfassungswidrige Gesetze dem Zugriff des Verfassungsgerichts zu entziehen, war es in Österreich lange Zeit gelebte Praxis, diese als Verfassungsgesetze zu beschließen. Da ein neues Bundesverfassungsgesetz die Verfassung inhaltlich ändert und somit selbst Teil derselben wird, kann es inhaltlich nicht verfassungswidrig sein. Verfassungsgesetze, die eine Gesamtänderung der Bundesverfassung darstellen, können jedoch vom VfGH aufgehoben werden, wenn diese nicht der verpflichtenden Volksabstimmung unterzogen wurden, und daher verfassungswidrig zustande gekommen sind. Aus diesem Grund hat der VfGH bisher allerdings erst ein Verfassungsgesetz aufgehoben.
Inhaltliche Entscheidungen des Verfassungsgerichtshofs werden „Erkenntnisse“ genannt. Sie werden gegebenenfalls durch den Bundespräsidenten ausgeführt.

### Schweiz

#### Verfassungsgerichtsbarkeit auf Bundesebene
Da in der schweizerischen direkten Demokratie Bundesgesetze dem fakultativen Referendum unterliegen, entspricht die Idee einer Verfassungsgerichtsbarkeit als juristisches Korrektiv des Gesetzgebers nicht der Schweizer Verfassungstradition. Auch die ausgleichende Balance zwischen Exekutive, Legislative, Judikative und dem Souverän (Stimmbürger, Volk) spricht nach Meinung mancher Juristen und Politiker nicht für eine (einseitige) Stärkung der Judikative in der Form eines Verfassungsgerichts. Der Schweizer Rechtsstaat strebt nämlich eine möglichst starke Trennung der Staatsgewalten an und kein System der checks and balances.
Für das Bundesgericht und die übrigen Gerichte sind nach Art. 190 Bundesverfassung (BV) die Bundesgesetze verbindlich; sie können solche daher nicht aufheben, für ungültig erklären oder ihnen die Anwendung versagen. Politische Vorstösse, dies zu ändern, sind im Rahmen der Justizreform der Bundesverfassung von der Bundesversammlung 1999 abgelehnt worden. Das Bundesgericht darf jedoch in einer Urteilsbegründung Kritik an verfassungswidrigen Bundesgesetzen üben und tut dies gelegentlich auch. Eine solche Kritik führt vereinzelt zu Gesetzesänderungen durch die Bundesversammlung. Bei unbestimmten Rechtsbegriffen in Bundesgesetzen können die Gerichte diese im Rahmen der Rechtsauslegung zudem verfassungskonform auslegen, solange dadurch die Gesetzesnorm nicht umgedeutet oder korrigiert wird.
Andere Erlasse auf Bundesebene (wie Verordnungen oder behördliche Verfügungen) können die Gerichte und rechtsanwendende Behörden im Rahmen einer konkreten Normenkontrolle auf ihre Verfassungsmässigkeit hin überprüfen und ihnen im konkreten Fall die Anwendung versagen. Wird die Verordnung jedoch von massgebendem (im Sinne von Art. 190 BV) Völkerrecht oder einem Bundesgesetz abgedeckt, scheidet die Möglichkeit der konkreten Normenkontrolle aus.
Erlasse des kantonalen Rechts können ebenfalls im Rahmen der konkreten Normenkontrolle von den Gerichten und Behörden auf ihre Übereinstimmung mit der Bundesverfassung überprüft werden. Daneben besteht bei diesen Erlassen die Möglichkeit der abstrakten Normenkontrolle. Diese wird durch das Bundesgericht gestützt auf eine Beschwerde in öffentlich-rechtlichen Angelegenheiten vorgenommen. Eine Ausnahme bilden die Kantonsverfassungen. Ihre Übereinstimmung mit Bundesrecht wird durch die Bundesversammlung überprüft (Art. 172 Abs. 2 BV). Das Bundesgericht prüft die Kantonsverfassungen auf ihre Vereinbarkeit mit der übergeordneten Bundesverfassung daher nur bezüglich Bestimmungen in der Bundesverfassung, welche nach der fraglichen kantonalen Verfassungsbestimmung in Kraft traten und deshalb von der Bundesversammlung nicht berücksichtigt werden konnten.

#### Verfassungsgerichtsbarkeit in den Kantonen
Die Verletzung von kantonalen verfassungsmäßigen Rechten kann gegenüber dem Bundesgericht gerügt werden (Art. 95 lit. c Bundesgerichtsgesetz).
Auf Ebene der Kantone ist die Verfassungsgerichtsbarkeit unterschiedlich verwirklicht. Der Kanton Bern kennt etwa kein Verfassungsgericht, aber die Kantonsverfassung bestimmt in Art. 66 Abs. 3: „Kantonale Erlasse, die höherrangigem Recht widersprechen, dürfen von den Justizbehörden nicht angewandt werden.“ Diese Regelung verpflichtet die Gerichte, gegebenenfalls kantonale Gesetze nicht anzuwenden, wenn sie der kantonalen Verfassung widersprechen. Eine ähnliche Bestimmung enthält die Kantonsverfassung von Nidwalden in Art. 66 Abs. 2: „Gesetze, die gegen diese Verfassung verstossen oder bundesrechtswidrig sind, und ebenso verfassungs- und gesetzwidrige Erlasse sind für die Gerichte unverbindlich.“ Auch in der Kantonsverfassung von Glarus heißt es in Art. 106 Abs. 2: „Sie [= die Gerichte] dürfen Erlasse nicht anwenden, die Bundesrecht oder kantonalen Verfassungs- und Gesetzesrecht widersprechen.“ Fast wörtlich gleicht ihr die Kantonsverfassung des Aargaus in Art. 95 Abs. 2: „Sie [= die Gerichte] sind gehalten, Erlassen die Anwendung zu versagen, die Bundesrecht oder kantonalem Verfassungs- oder Gesetzesrecht widersprechen.“ Die Kantone dieser Gruppe kennen also eine Regelung, die der judicial review in der angelsächsischen Rechtstradition entspricht.
Von einem Verfassungsgericht kann (Stand 2016) in elf Kantonen gesprochen werden, wobei dessen Kompetenzen sehr unterschiedlich ausfallen:
Im Kanton Aargau überprüft das Verwaltungsgericht seit 2007 auf Antrag Vorschriften verwaltungsrechtlicher Natur in kantonalen Gesetzen, Dekreten und Verordnungen sowie in Erlassen von Gemeinden und öffentlich-rechtlichen Körperschaften und Anstalten auf ihre Übereinstimmung mit übergeordnetem Recht.
Im Kanton Basel-Stadt fungiert das Appellationsgericht seit 2008 als kantonales Verfassungsgericht, das nach § 116 Abs. 2 lit. b der Kantonsverfassung. Es beurteilt Beschwerden wegen Verletzung von verfassungsmäßigen Rechten, die Zulässigkeit von Volksinitiativen und Streitigkeiten betreffend die Gemeindeautonomie. Im abstrakten Normenkontrollverfahren prüft es kantonale und kommunale Verordnungen und sonstige Erlasse, die unterhalb der Gesetzesstufe stehen, im konkreten Normenkontrollverfahren (also im Anwendungsfall) auch Gesetze. Diese Lösung weist Parallelen mit der italienischen Corte Costituzionale auf.
Im Kanton Basel-Landschaft wird die Verfassungsgerichtsbarkeit durch diejenige Kammer des Kantonsgerichts wahrgenommen, die für die Verwaltungsgerichtsbarkeit zuständig ist (Kantonsverfassung § 86 Abs. 1). Es ist zuständig für die abstrakte Normenkontrolle von Erlassen unterhalb der Gesetzesstufe, für die konkrete Normenkontrolle von Verfassungs- und Gesetzesbestimmungen, für Beschwerden wegen Verletzung von Grund- und Volksrechten, für Streitigkeiten betreffend die Gemeindeautonomie und für Kompetenzstreitigkeiten zwischen Kanton und Gemeinden.
Im Kanton Genf besteht seit 2014 ein eigenes Verfassungsgericht (Cour constitutionnelle), das gemäß Art. 124 der Genfer Kantonsverfassung vom 14. Oktober 2012 auf Verlangen die Übereinstimmung kantonaler Erlasse mit übergeordnetem Recht überprüft, Streitigkeiten bezüglich der Ausübung kantonaler und kommunaler politischer Rechte behandelt und Konflikte zwischen Staatsgewalten („autorités“) entscheidet. Es beurteilt Beschwerden gegen Verfassungsgesetze, Gesetze und Verordnungen des Staatsrates (Regierungsrates), gegen Abstimmungen und Wahlen sowie betreffend die Gültigkeit von Volksinitiativen.
Im Kanton Graubünden übernimmt gemäß Art. 55 Abs. 2 der Kantonsverfassung seit 2004 das Verwaltungsgericht die Funktion des Verfassungsgericht in Fällen von „Beschwerden wegen Verletzung von verfassungsmässigen und politischen Rechten sowie des Grundsatzes des Vorrangs von Bundesrecht“ sowie in Fällen von „Beschwerden wegen Verletzung der Autonomie der Gemeinden, der Kreise sowie der Landeskirchen.“ Gesetze und Verordnungen können sowohl im abstrakten als auch im konkreten Normenkontrollverfahren angefochten werden.
Der Kanton Jura verfügt seit 1978 über ein Verfassungsgericht, das als Kammer des Kantonsgerichts organisiert ist. Es überprüft auf Antrag die Verfassungskonformität der Gesetze sowie in den Schranken der Gesetze Streitigkeiten über die Rechtmäßigkeit kantonaler und kommunaler Verordnungen, über die Gemeindeautonomie, über die Ausübung der politischen Rechte und Kompetenzstreitigkeiten. Die Überprüfung der Verfassungskonformität eines Gesetzes kann aber gemäß Art. 104 der jurassischen Kantonsverfassung nur vor dem Inkrafttreten des entsprechenden Erlasses erfolgen. Diese Lösung mischt also das präventive System des französischen Conseil Constitutionnel mit dem System der Verfassungsgerichte, wie es beispielsweise Deutschland kennt. Diese Mischung erinnert entfernt auch an das italienische Modell der Überprüfung der Zulässigkeit von Referenden.
Im Kanton Luzern kann das Kantonsgericht seit 1972 Rechtssätze verwaltungsrechtlichen (aber nicht gesetzgebenden) Inhalts in kantonalen Erlassen auf ihre Übereinstimmung mit der Verfassung, dem Gesetz oder einem übergeordneten Rechtssatz überprüfen.
Im Kanton Nidwalden bezeichnet Art. 69 der Kantonsverfassung das Obergericht als Verfassungsgericht. Als solches beurteilt es seit 1965 insbesondere „Streitigkeiten über die Ausübung der politischen Rechte und über die Gültigkeit von Wahlen und Abstimmungen“, „Streitigkeiten über die Rechtmässigkeit von Gesetzen und Verordnungen des Kantons, der Gemeinden und Korporationen“, „Kompetenzkonflikte zwischen kantonalen Instanzen“, „Streitigkeiten über die Selbständigkeit der Gemeinden, Korporationen und öffentlichrechtlich anerkannten Kirchen“ und „Beschwerden gegen Entscheide des Landrates oder des administrativen Rates über die verfassungsmässige Zulässigkeit der Anträge und Gegenvorschläge“.
Im Kanton Schaffhausen überprüft das Obergericht seit 1971 Vorschriften verwaltungsrechtlicher (aber nicht gesetzesrechtlicher) Natur in Erlassen des Kantons, der Gemeinden und der öffentlich-rechtlichen Körperschaften und Anstalten auf ihre Verfassungs- und Gesetzesmäßigkeit.
Im Kanton Waadt besteht seit 2005 (Art. 136 der Kantonsverfassung) ein Verfassungsgericht, das als Abteilung des Kantonsgerichts organisiert ist. Es überprüft die Übereinstimmung kantonaler Erlasse mit dem übergeordneten Recht und ist für Streitigkeiten betreffend die Ausübung politischer Rechte auf kantonaler und kommunaler Ebene sowie Zuständigkeitskonflikte unter Behörden zuständig.
Im Kanton Zürich prüft laut Art. 79 der Kantonsverfassung das Verwaltungsgericht seit 2010 auf Beschwerde hin kantonale Erlasse, die unterhalb der Gesetzesstufe stehen, auf ihre Vereinbarkeit mit übergeordnetem Recht.

### Liechtenstein
Der Staatsgerichtshof des Fürstentums Liechtenstein (StGH) bildet das Verfassungsgericht. „Der Staatsgerichtshof gilt als die ‚Krönung‘ der Verfassung von 1921. Tatsächlich war er das erste europäische Verfassungsgericht mit umfassenden Prüfungskompetenzen hinsichtlich der Verfassungsmässigkeit sowohl letztinstanzlicher Gerichtsentscheidungen als auch von Gesetzen und Verordnungen.“ Die Überprüfung der Verfassungsmäßigkeit der Gesetze und Verordnungen war in Österreich schon mit dem B-VG 1920 eingeführt worden. Die Überprüfung aller letztinstanzlicher Gerichtsentscheidungen war damit das Novum der Liechtensteinischen Verfassung von 1921.
Gemäß Art. 104 LV ist der Staatsgerichtshof zuständig zum Schutze der verfassungsmäßig gewährleisteten Rechte, zur Entscheidung von Kompetenzkonflikten zwischen den Gerichten und den Verwaltungsbehörden. Schließlich fungiert er auch als Disziplinargerichtshof für die Mitglieder der Regierung. In die Kompetenz des Staatsgerichtshofes fallen weiter die Prüfung der Verfassungsmäßigkeit von Gesetzen und Staatsverträgen sowie der Gesetzmäßigkeit der Regierungsverordnungen. Und zuletzt dient er auch als Wahlgerichtshof.
„Mit der Fülle seiner Befugnisse war der liechtensteinische Staatsgerichtshof für lange Zeit geradezu konkurrenzlos im internationalen Vergleich. Erst mehr als ein Vierteljahrhundert später entstand mit dem deutschen Bundesverfassungsgericht ein Staatsorgan mit ähnlicher Kompetenzausstattung […].“

### Italien
Das italienische Verfassungsgericht (Corte Costituzionale) wurde mit der republikanischen Verfassung von 1948 eingeführt. Es besteht aus 15 Richtern, von denen je ein Drittel vom Staatspräsidenten, vom Parlament und von den obersten ordentlichen und Verwaltungsgerichten ernannt wird. Die Amtszeit der Richter beträgt neun Jahre.
Das Verfassungsgericht hat im politischen System Italiens eine starke Stellung. Es entscheidet vor allem über
- die Verfassungsmäßigkeit von Gesetzen und Gesetzesdekreten des Staates und der Regionen,
- Kompetenzstreitigkeiten zwischen Staatsorganen oder zwischen dem Staat und den Regionen oder zwischen Regionen,
- Amtsanklagen gegen den Präsidenten der Republik,
- die Zulassung von Volksabstimmungen.

Seit 1955 hat das Verfassungsgericht seinen Sitz im Palazzo della Consulta auf dem Quirinal in Rom.

### Verfassungsgerichte weiterer europäischer Länder
- Verfassungsgericht der Republik Albanien
- Verfassungsgerichtshof (Belgien)
- Verfassungsgericht der Republik Bulgarien
- Højesteret (Dänemark)
- Riigikohus (Estland)
- Oberstes Gericht (Finnland)
- Conseil constitutionnel (Frankreich)
- Oberster Gerichtshof des Vereinigten Königreichs (Großbritannien)
- Supreme Court (Irland)
- Hæstiréttur (Island)
- Verfassungsgericht der Republik Kosovo
- Verfassungsgericht der Republik Kroatien
- Verfassungsgericht der Republik Litauen
- Verfassungsgerichtshof (Polen)
- Tribunal Constitucional de Portugal
- Verfassungsgerichtshof von Rumänien
- Verfassungsgericht der Russischen Föderation
- Verfassungsgericht der Slowakischen Republik
- Verfassungsgericht der Republik Slowenien
- Spanisches Verfassungsgericht
- Verfassungsgericht der Tschechischen Republik
- Verfassungsgericht der Republik Türkei
- Verfassungsgericht von Ungarn

### Europa
Auf europäischer Ebene existieren zwei supranationale Gerichte, die nationale Gesetze auf die Übereinstimmung mit europäischem Recht prüfen können. Obwohl ihre Entscheide nicht auf einem Verfassungsdokument, sondern auf Staatsvertragsrecht beruhen, ist kaum umstritten, dass diese Staatsverträge aufgrund ihrer außergewöhnlich großen Bedeutung für die Rechtsordnung zum materiellen (europäischen) Verfassungsrecht zu zählen sind. In diesem Sinne kann gesagt werden, dass diese Gerichte für die jeweiligen Vertragsstaaten die europäische Verfassungsgerichtsbarkeit ausüben.
- Der Europäische Gerichtshof ist das oberste Recht sprechende Organ der Europäischen Union. Es prüft Akte der EU-Mitgliedstaaten und der Gemeinschaftsorgane auf ihre Übereinstimmung mit den Gründungsverträgen der Gemeinschaften.
- Der Europäische Gerichtshof für Menschenrechte ist ein durch die Europäische Menschenrechtskonvention (EMRK) eingerichteter Gerichtshof mit Sitz in Straßburg, der die Rechtsprechung der Gerichte der Vertragsstaaten auf ihre Übereinstimmung mit der EMRK prüft.

### Vereinigte Staaten von Amerika

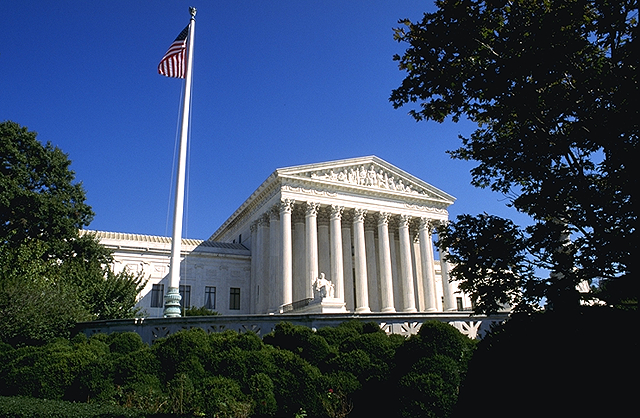
Der US Supreme Court

Sämtliche Gerichte, in letzter Instanz der Oberste Gerichtshof der Vereinigten Staaten üben in den USA eine verfassungsrichterliche Funktion aus. Seit der Entscheidung Marbury v. Madison (1803), in der der Supreme Court der Judikative das Recht auf die Prüfung der Verfassungsmäßigkeit von Gesetzen zusprach, ist die verfassungsrechtliche Prüfung in Gerichtsform zum Vorbild für viele andere Verfassungsgerichte geworden. Ein wichtiger Unterschied zum in Europa vorherrschenden Modell der „konzentrierten“ Verfassungsgerichtsbarkeit (Trennungsmodell) ist, dass es keine Monopolisierung bei einem einzigen, aus dem Instanzenzug ausgegliedertem Fachgericht (wie dem deutschen Bundesverfassungsgericht) gibt, sondern jedes ordentliche Gericht inzident (d. h. in einem Rechtsanwendungsakt) die Verfassungsmäßigkeit zu prüfen hat. Verfassungswidrige Gesetze werden demnach in den USA auch nicht vom Gericht formal aufgehoben (so aber nach § 31 Abs. 2 BVerfGG), sondern schlicht als „nichtig“ ignoriert (keine eigentliche Nichtigkeit im Rechtssinn).

### Weitere Verfassungsgerichte weltweit
- Oberstes Verfassungsgericht Ägyptens
- Verfassungsgericht der Republik Aserbaidschan
- Supremo Tribunal Federal (Brasilien)
- Oberstes Gericht (Indien)
- Oberster Gerichtshof (Japan)
- Oberster Gerichtshof von Kanada
- Verfassungsrat Kasachstans
- Supreme Court of Kenya
- Verfassungsgerichtshof von Kolumbien
- Conseil constitutionnel (Libanon)
- Suprema Corte de Justicia de la Nación (Mexiko)
- Supreme Court (Namibia)
- Tribunal de Recurso de Timor-Leste (Osttimor)
- Oberster Gerichtshof Pakistans
- Verfassungsgericht der Republik Südafrika
- Thailändisches Verfassungsgericht
- Verfassungsgericht der Ukraine

### International
- Martin Schulz, Verfassungsgerichtsbarkeit im globalen Kontext, 2010, ISSN 1862-3581, abgerufen am 19. Februar 2021
- Peter Häberle: Funktion und Bedeutung der Verfassungsgerichte in vergleichender Perspektive. In: Europäische Grundrechte-Zeitschrift (EuGRZ). 32. Jg., 2005, S. 685–688.
- Robert Chr. van Ooyen: Amerikanische Literatur zum Supreme Court – Lücken bei der Forschung zum Bundesverfassungsgericht. In: Zeitschrift für Politikwissenschaft. Nr. 4, 2008, S. 515–522.
- Rainer Wahl: Das Bundesverfassungsgericht im europäischen und internationalen Umfeld. In: Aus Politik und Zeitgeschichte (APuZ). 51. Jg., 2001, Nr. 37–38, S. 45–54.
- René Marcic: Verfassung und Verfassungsgericht. Springer-Verlag, Wien 1963.
- Max-Planck-Institut für ausländisches öffentliches Recht und Völkerrecht (Hrsg.): Verfassungsgerichtsbarkeit in der Gegenwart. Länderberichte und Rechtsvergleichung (= Hermann Mosler [Hrsg.]: Beiträge zum ausländischen öffentlichen Recht und Völkerrecht. Nr. 36). Carl Heymanns Verlag, Köln 1962.

### Deutschland
- Konrad Hesse: Stufen der Entwicklung der deutschen Verfassungsgerichtsbarkeit. In: Jahrbuch des öffentlichen Rechts der Gegenwart. Neue Folge Band 46, 1998, S. 1–23.
- Peter Häberle (Hrsg.): Verfassungsgerichtsbarkeit (= Wege der Forschung. Band 495). Wissenschaftliche Buchgesellschaft, Darmstadt 1976, ISBN 3-534-07123-9.
- Peter Häberle: Verfassungsgerichtsbarkeit zwischen Politik und Rechtswissenschaft. Athenäum, Königstein/Ts. 1980, ISBN 3-7610-6303-2.
- Robert Chr. van Ooyen: Die Unhintergehbarkeit des Politischen in der Verfassungsgerichtsbarkeit. In: Zeitschrift für Politik. Nr. 1, 2009, S. 98–108.
- Robert Chr. van Ooyen, Martin H. W. Möllers (Hrsg.): Das Bundesverfassungsgericht im politischen System. Wiesbaden 2006.
- Hannes Berger/Lukas C. Gundling (Hrsg.): Landesverfassungsgerichte und Landesgrundrechte, Sonderheft der Zeitschrift für Landesverfassungsrecht und Landesverwaltungsrecht, Erfurt 2018, ISSN 2511-3666.
- Werner Reutter: Landesverfassungsgerichtsbarkeit, Kolhammer, Stuttgart 2022, ISBN 978-3-17-040172-3.

### Schweiz
- Andreas Auer: Staatsrecht der schweizerischen Kantone. Stämpfli, Bern 2016, S. 591–623.
- Martin Schubarth: Verfassungsgerichtsbarkeit: rechtsvergleichend, historisch, politologisch, soziologisch, rechtspolitisch; unter Einbezug der europäischen Gerichtshöfe. 2., überarbeitete und ergänzte Auflage. Stämpfli, Bern 2017, ISBN 978-3-7272-0742-6.